# Charinus belizensis
Espèce
Charinus belizensis est une espèce d'amblypyges de la famille des Charinidae.

## Distribution
Cette espèce est endémique du Belize. Elle se rencontre dans le district de Cayo vers Armenia.

## Description
La carapace du mâle holotype mesure 1,72 mm de long sur 2,78 mm et celle de la femelle paratype 1,97 mm de long sur 2,94 mm.

## Étymologie
Son nom d'espèce, composé de beliz[e] et du suffixe latin -ensis, « qui vit dans, qui habite », lui a été donné en référence au lieu de sa découverte, le Belize.

## Publication originale
- Miranda, Giupponi & Wizen, 2016 : « Two new species of whip spider (Amblypygi): an epigean and a cave dwelling Charinus Simon, 1892 from Belize. » Zootaxa, no 4098(3), p. 545-559.